# 克拉斯諾皮爾卡 (海辛區)

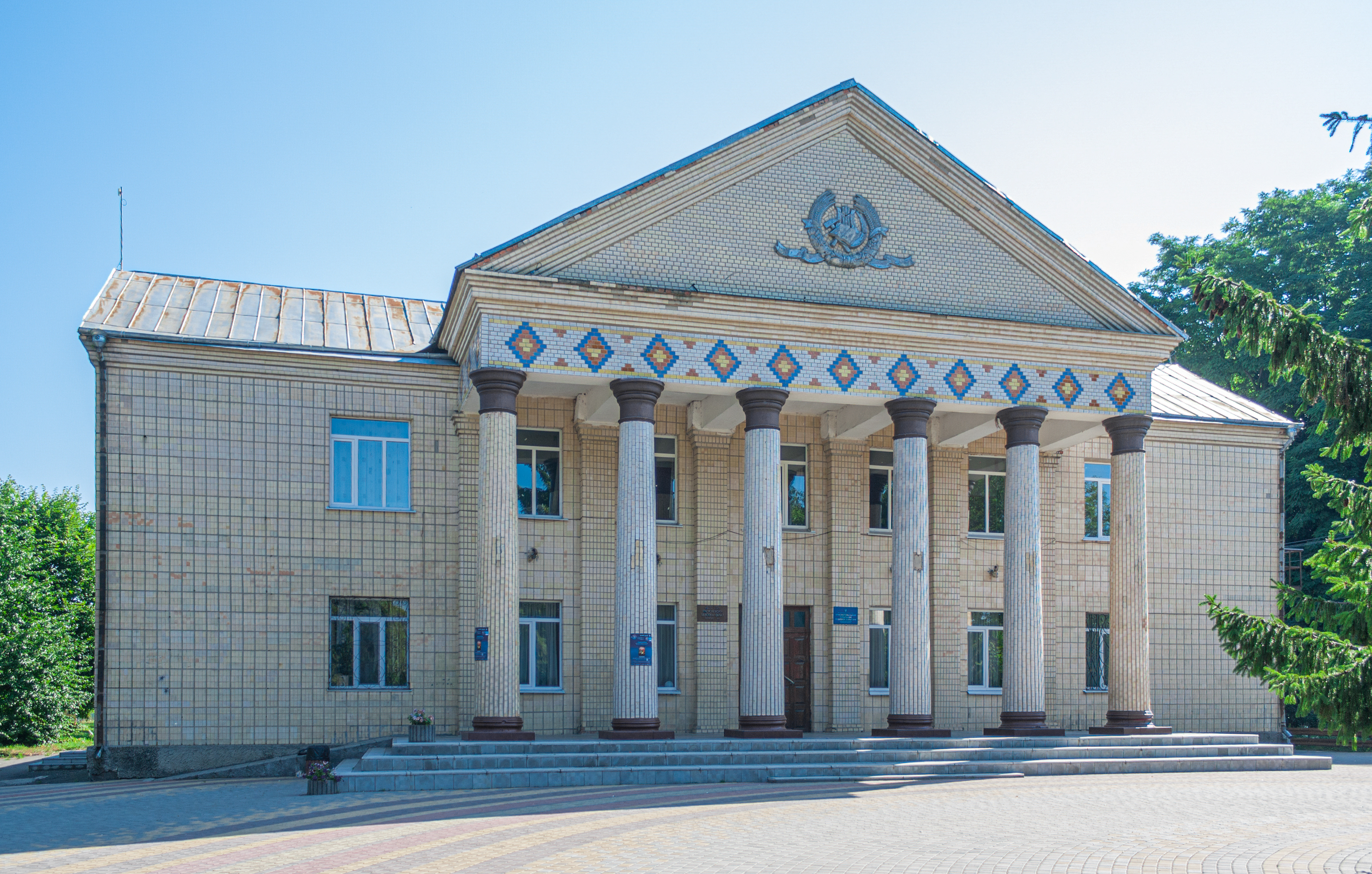
文化宫

克拉斯諾皮爾卡（烏克蘭語：Краснопілка），是烏克蘭西南部文尼察州海辛區克拉斯诺皮尔卡市镇内的村庄及其行政中心。始建於1697年，面積5.38平方公里，海拔高度229米，2001年人口1,627，人口密度每平方公里302.25人。
48°48′0″N 29°43′4″E / 48.80000°N 29.71778°E